# مارسواس
مارسواس یا مارسیاس (به یونانی: Mαρσύας) در اسطوره‌های یونان، نوازنده فلوت است.
آتنه فلوتی دو سر ساخت برای آن‌که ادای گورگون‌ها را در سوگ مدوسا در بیاورد. پس از مدتی آن را دور انداخت. مارسواس آن را یافت و در نواختن آن ماهر شد و  آپولون را به رقابت طلبید. پس از رقابتی طولانی و به داوری موزها، آپولون در رقابت پیروز شد و مارسواس را کشت و پوست او را کند و از خونش رود مارسواس جاری شد.